# 許昭萍
許昭萍是一名台灣的計算化學家。高師大附中畢業，1990年畢業於台大化學系，1992年取得同系所碩士學位、1997年取得美國加州理工學院化學所博士後返台任職於中央研究院。
許昭萍長期致力於量子化學計算領域，著有《Charge Transport Properties of Tris(8-hydroxyquinolinato)aluminum(III): Why It Is an Electron Transporter》、《The mediated excitation energy transfer: Effects of bridge polarizability》、《Triplet-triplet energy-transfer coupling: Theory and calculation》。2009年時，提出使用密度差（difference density）來直接得到分子間或分子內之電子耦合值的方案，簡化了繁複的電子耦合問題，因此在同年獲頒中研院年輕學者研究著作獎。2010年則因為在針對先進材料上的電荷傳輸和能量傳遞的研究，以及生物系統的動態描述，獲得亞太理論與計算化學家協會頒發的Pople獎章。
許昭萍也會針對於兩性平權的議題發表意見，曾為文探討當代職業女性選擇所愛的不易，並鼓勵不論男女都應該盡力追求自己的興趣並貢獻所長，同時她也支持人本教育基金會的理念，撰文呼籲人人「當個討厭鬼」，打破沙鍋問到底，追求對學識的深入理解。
個人生活方面，許昭萍的丈夫陳培菱同樣任職於中研院，兩人育有一子一女。